# John Naber

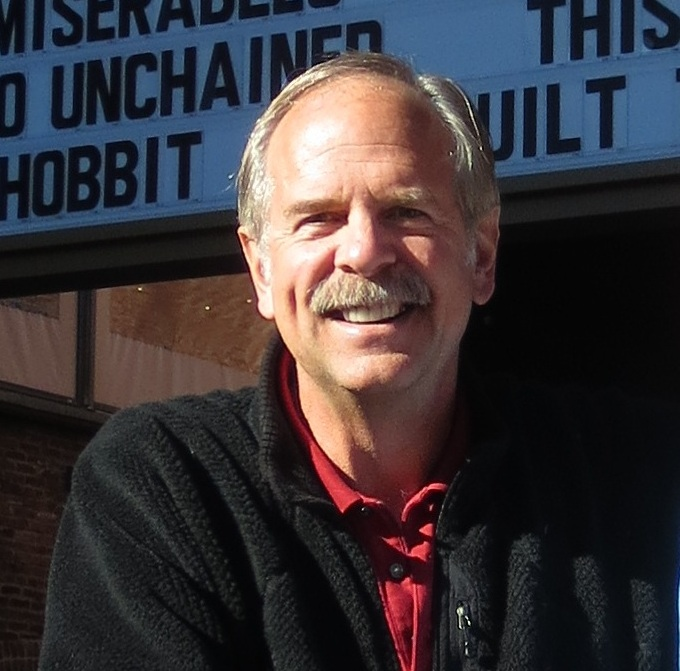
John Naber (2012)

John Naber (* 20. Januar 1956 in Evanston) ist ein ehemaliger US-amerikanischer Schwimmer.
Naber ging in Italien und England zur Schule, wo sein Vater als Management-Consultant arbeitete. Er studierte mit einem Sportstipendium Psychologie an der University of Southern California, wo er seine ersten nationalen Rekorde aufstellte. Höhepunkt dieser Entwicklung war sein Weltrekord über 200 m Rücken am 19. Juni 1976. Bei den Olympischen Spielen 1976 in Montreal avancierte er zum Nachfolger von Roland Matthes als dominierender Schwimmer über die Rückendistanzen und gewann die Goldmedaillen über 100 und 200 m Rücken. Er hatte hierfür eine neue effizientere Starttechnik entwickelt, die er erstmals bei den Olympischen Spielen präsentierte. Da er auch Goldmedaillen mit der US-amerikanischen 4 × 100-m-Lagenstaffel und der 4 × 200-m-Freistilstaffel sowie die Silbermedaille über 200 m Freistil gewann, avancierte er zum erfolgreichsten Schwimmer dieser Spiele. Insgesamt stellte er bis 1976 44 Weltrekorde auf.
Im Jahr 1982 wurde er in die Ruhmeshalle des internationalen Schwimmsports aufgenommen. Er arbeitet als Fernsehexperte, Motivationsredner und Trainer.